# Qualificazioni al campionato mondiale di calcio 2014 - CONCACAF - Seconda fase, gruppo E

## Classifica
| Squadra                   | PT | G | V | N | P | F  | S  | DR  |
| ------------------------- | -- | - | - | - | - | -- | -- | --- |
| Guatemala                 | 18 | 6 | 6 | 0 | 0 | 19 | 3  | +16 |
| Belize                    | 7  | 6 | 2 | 1 | 3 | 9  | 10 | -1  |
| Saint Vincent e Grenadine | 5  | 6 | 1 | 2 | 3 | 4  | 12 | -8  |
| Grenada                   | 4  | 6 | 1 | 1 | 4 | 7  | 14 | -7  |

## Risultati
| Arbitro: | David Rubalcaba |

|  |           |                                   |
|  | Marcatori | 11’ McCauley 35’ Róchez 79’ Smith |

| Arbitro: | Erick Andino |

|                                               |           |  |
| Pappa 15’ Flores 31’ Rodríguez 53’ García 71’ | Marcatori |  |

| Arbitro: | Marlon Mejía |

|              |           |                      |
| McCauley 77’ | Marcatori | 4’ Cabrera 75’ López |

| Arbitro: | Paul Ward |

|                        |           |               |
| Samuel 21’ Stewart 71’ | Marcatori | 76’ Langaigne |

| Arbitro: | Franklin Jarquín |

|             |           |                                             |
| Simpson 90’ | Marcatori | 37’ Rennie 41’ Julien 50’ Joseph 80’ Murray |

| Arbitro: | Marcos Brea |

|  |           |                                   |
|  | Marcatori | 44’, 57’ Rodríguez 75’ Pezzarossi |

| Arbitro: | José Peñaloza |

|                                       |           |              |
| Gallardo 6’ (rig.) López 65’ Ruiz 81’ | Marcatori | 31’ McCauley |

| Arbitro: | Bryan Willett |

|              |           |            |
| Murray 90+2’ | Marcatori | 62’ Samuel |

| Arbitro: | Neal Brizan |

|                            |           |  |
| García 1’, 30’ Padilla 44’ | Marcatori |  |

| Arbitro: | Adrian Skeete |

|              |           |             |
| McCaulay 16’ | Marcatori | 13’ Stewart |

| Arbitro: | Rudolph Angela |

|                   |           |                                                                |
| Rennie 37’ (rig.) | Marcatori | 67’ (aut.) Williams 77’ Thompson 84’ Ramírez 90’ (aut.) Joseph |

| Arbitro: | Kevin Thomas |

|  |           |                          |
|  | Marcatori | 75’, 78’ (rig.) McCauley |